# Vincent Mauro
Vincent Mauro (Pratola Serra/Avellino, 1943. október 23. – 2024. június 15.) amerikai nemzetközi labdarúgó-játékvezető.

## Pályafutása

### Nemzeti játékvezetés
1974-ben lett az I. Liga játékvezetője. A nemzeti játékvezetéstől 1991-ben vonult vissza.

### Nemzetközi játékvezetés
Az Amerikai labdarúgó-szövetség Játékvezető Bizottsága (JB) terjesztette fel nemzetközi játékvezetőnek, a Nemzetközi Labdarúgó-szövetség (FIFA) 1986-tól tartotta nyilván bírói keretében. A FIFA JB központi nyelvei közül a angolt beszéli. Több nemzetek közötti válogatott és klubmérkőzést vezetett, vagy működő társának partbíróként segített. Az amerikai nemzetközi játékvezetők rangsorában, a világbajnokság-Európa-bajnokság sorrendjében többedmagával az 5. helyet foglalja el 1 találkozó szolgálatával.Az aktív nemzetközi játékvezetéstől 1991-ben vonult vissza.

#### Labdarúgó-világbajnokság

##### U20-as labdarúgó-világbajnokság
Chile rendezte a 6., az 1987-es ifjúsági labdarúgó-világbajnokságot, ahol a FIFA JB bíróként alkalmazta.

###### 1987-es ifjúsági labdarúgó-világbajnokság
| Időpont           | Helyszín                            | Mérkőzés típusa           | Mérkőzés   | Eredmény | Nézők száma |
| ----------------- | ----------------------------------- | ------------------------- | ---------- | -------- | ----------- |
| 1987. október 13. | Központi Stadion, Santiago de Chile | előselejtező (A. csoport) | Chile–Togo | 3 – 0    | 60 000      |

A világbajnoki döntőkhöz vezető úton Olaszországba a XIV., az 1990-es labdarúgó-világbajnokságra a FIFA JB játékvezetőként alkalmazta. Selejtező mérkőzéseket az AFC zónában vezetett. A FIFA JB elvárása szerint, ha nem vezetett, akkor partbíróként tevékenykedett. Három csoportmérkőzés közül, valamint az egyik negyeddöntőben egyes számú besorolást kapott, játékvezetői sérülés esetén továbbvezethette volna a találkozót. Az egyik nyolcaddöntőben 2. számú pozícióba szolgált. Világbajnokságon vezetett mérkőzéseinek száma: 1 + 5 (partbíró).

##### 1990-es labdarúgó-világbajnokság

###### Selejtező mérkőzés
| Időpont           | Helyszín                   | Mérkőzés típusa              | Mérkőzés                             | Eredmény |
| ----------------- | -------------------------- | ---------------------------- | ------------------------------------ | -------- |
| 1989. október 21. | Nemzeti Stadion, Szingapúr | előselejtező (döntő csoport) | Szaúd-Arábia–Egyesült Arab Emírségek | 0 – 0    |
| 1989. október 28. | Nemzeti Stadion, Szingapúr | előselejtező (döntő csoport) | Katar–Kína                           | 2 – 1    |

###### Világbajnoki mérkőzés
| Időpont          | Helyszín                               | Mérkőzés típusa              | Mérkőzés          | Eredmény | Nézők száma |
| ---------------- | -------------------------------------- | ---------------------------- | ----------------- | -------- | ----------- |
| 1990. június 12. | Marc'Antonio Bentegodi Stadion, Verona | csoportmérkőzés (E. csoport) | Belgium–Dél-Korea | 2 – 0    | 32 790      |

#### Olimpiai játékok
Az 1988. évi nyári olimpiai játékok labdarúgó tornájának végső szakaszán a FIFA JB bírói szolgálatra alkalmazta.

##### 1988. évi nyári olimpiai játékok
| Időpont              | Helyszín                | Mérkőzés típusa           | Mérkőzés         | Eredmény | Nézők száma |
| -------------------- | ----------------------- | ------------------------- | ---------------- | -------- | ----------- |
| 1988. szeptember 18. | Hanbat Stadion, Daejeon | előselejtező (D. csoport) | Brazília–Nigéria | 4 – 0    | 29 512      |

#### Copa América
Brazília rendezte a 34., az 1989-es Copa América  labdarúgó tornát, ahol a  CONMEBOL JB játékvezetői szolgálatra alkalmazta.

##### 1989-es Copa América

###### Copa América mérkőzés
| Időpont         | Helyszín                              | Mérkőzés típusa              | Mérkőzés          | Eredmény | Nézők száma |
| --------------- | ------------------------------------- | ---------------------------- | ----------------- | -------- | ----------- |
| 1989. július 5. | Fonte Nova Stadion, Salvador da Bahia | csoportmérkőzés (A. csoport) | Peru–Venezuela    | 1 – 1    | 1500        |
| 1989. július 9. | Arruda Stadion, Recife                | csoportmérkőzés (A. csoport) | Brazília–Paraguay | 2 – 0    | 76 800      |

#### Ázsia-kupa
Katar adott otthont a 9.,, az 1988-as Ázsia-kupa labdarúgó tornának, ahol az AFC JB hivatalnokként foglalkoztatta.

##### 1988-as Ázsia-kupa

###### Ázsia-kupa mérkőzés
| Időpont            | Helyszín               | Mérkőzés típusa              | Mérkőzés             | Eredmény |
| ------------------ | ---------------------- | ---------------------------- | -------------------- | -------- |
| 1988. december 3.  | Al-Ahli Stadion, Doha  | csoportmérkőzés (B. csoport) | Kuvait–Bahrein       | 0 – 0    |
| 1988. december 9.  | Katar SC Stadion, Doha | csoportmérkőzés (B. csoport) | Szaúd-Arábia–Bahrein | 1 – 1    |
| 1988. december 14. | Katar SC Stadion, Doha | egyik elődöntő               | Észak-Korea–Kína     | 2 – 1    |

## Sportvezetői pályafutása
Aktív pályafutását befejezve 1991–1998 között az American Federation of Football (USSF) elnöke. 1994–1997 között a CONCACAF és 2006-ig a FIFA JB játékvezető oktatója, ellenőre. Olaszországba visszatérve 2009–2012 között a Regionális Campania Játékvezető Bizottság elnöke.

## Szakmai sikerek
1996-ban a nemzetközi játékvezetés hírnevének erősítése, hazájában 10 éve a legmagasabb Ligában (osztályban) folyamatosan tevékenykedő, eredményes pályafutása elismeréseként, a FIFA JB felterjesztésére az 1965-ben alapított International Referee Special Award címmel és oklevéllel tüntette ki.